# 佐藤貞幹
佐藤 貞幹（さとう ていかん／さだみき、1852年5月8日〈嘉永5年3月20日〉 - 1908年〈明治41年〉9月10日）は、明治時代の神奈川県の自由民権運動家、神奈川県会議員。武蔵国都筑郡久保村（現在の神奈川県横浜市緑区三保町）出身。

## 経歴

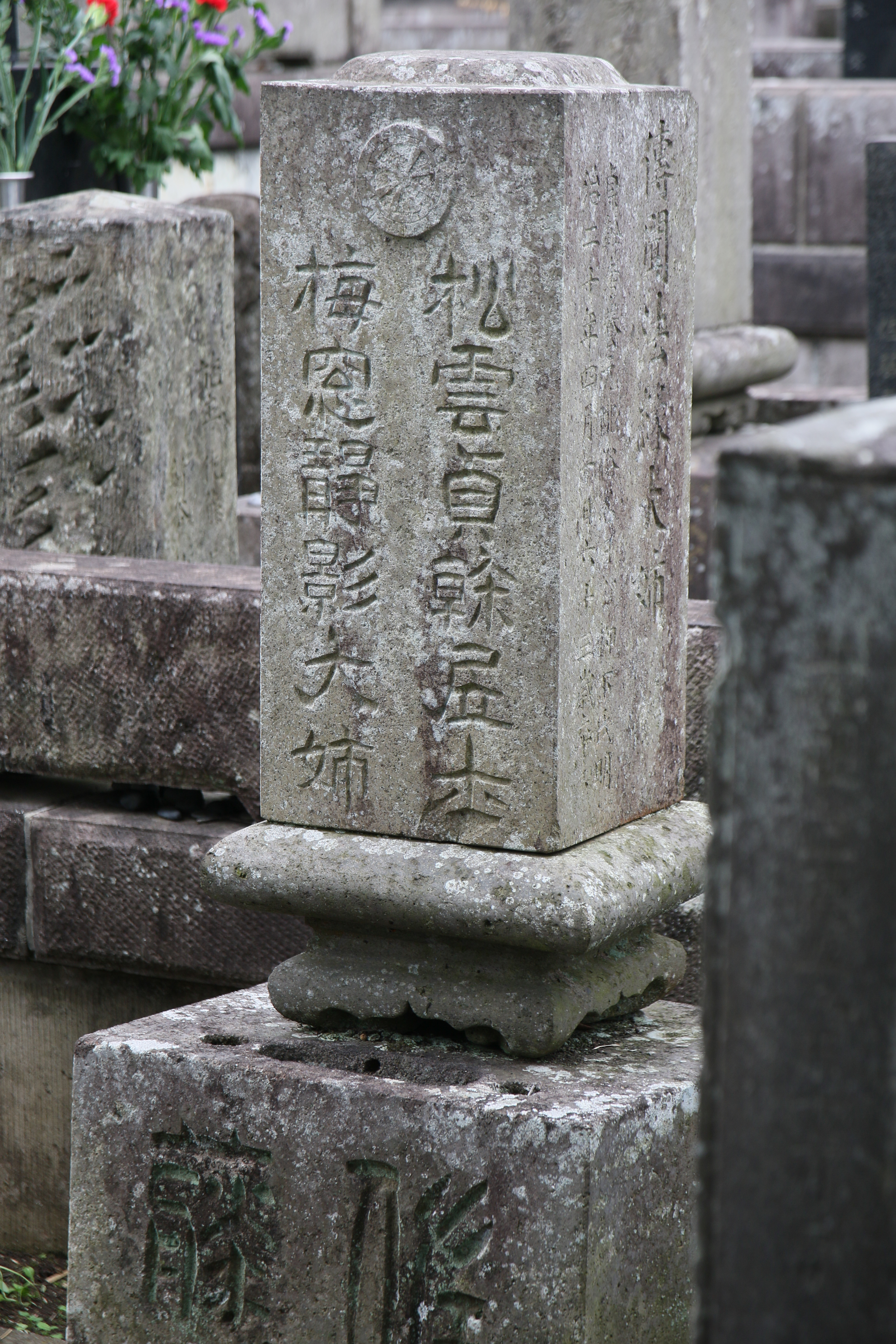
佐藤貞幹（松雲貞幹居士）と妻シゲ（梅窓静影大姉）の墓（横浜市緑区小山町の観護寺）

嘉永5年（1852年）3月20日、武蔵国都筑郡久保村の富裕な農家の二男として生まれる。幼名は英次。祖父の佐藤文成は江戸で儒学と医学を学び、帰郷後に医業を営み文人としても活動した。叔父の佐藤忠蔵は漢学者で武蔵金沢藩（六浦藩）に仕えていた。こうした祖父や叔父の存在が貞幹の生涯に影響したと考えられている。貞幹もまた漢学に秀でていたといわれ、自宅で寺子屋を開いた。
1866年（慶応2年）に父・養元が、1870年（明治3年）に兄・恭安が他界する。
1873年（明治6年）、久保学舎の教員（二等授業生）となる。1877年（明治10年）、久保学舎は中山学校と合併して郁文学校となり、貞幹はその校長となる。
しかし、翌1878年（明治11年）には学校長を辞して政治活動に身を投じ、自由民権運動の高まりの中で三多摩の民権家と行動を共にするようになる。板垣退助の自由党の結成にも参画し、幹事や神奈川総代として党の中心で活躍した。さらに神奈川県会議員としても活動した。
1890年（明治23年）に県会議員を辞職し、第1回衆議院議員総選挙に落選した後しばらくして政界を引退する。1892年（明治25年）には久保村に所有していた土地を461円で売却した。1895年（明治28年）頃には二男の養子先・伊勢田家に寄寓し、その後は漢詩文を教えながら文人生活を送ったとされる。
村で有数の土地所有者の家に生まれ、財産を惜しげなく政治活動に投じた佐藤貞幹は、いわゆる「井戸塀政治家」であった。
1908年（明治41年）9月10日、高島嘉右衛門宅で催された観月会にて急逝する。享年56歳。墓所は横浜市緑区小山町の観護寺。
戒名は松雲貞幹居士。1921年（大正10年）4月に息子の佐藤亀寿が建立した墓碑の裏には、以下のように刻まれている。

### 政治活動歴
1880年（明治13年）、補欠選挙で都筑郡選出の県会議員となる。11月28日に東京の枕橋八百松楼で開かれた神奈川県懇親会の世話人として石坂昌孝ら4人とともに名を連ねる。12月6日の臨時県会では、第1号議案「備荒儲蓄規則」の審議で「備荒儲蓄は人民に欠くべからざるものであって、政府の法がなくとも人民が各自おこなうべきものである」と反対説を唱えた。
1881年（明治14年）2月、大谷教曹、飯塚民治郎とともに池辺村（現在の横浜市都筑区池辺町）に功玉会を設立。下川井村（現在の横浜市旭区下川井町）の桜井光興とともに相東社を設立。10月18日、自由党の結成会議に参加する。11月3日、石坂昌孝が原町田村（現在の東京都町田市原町田）に設立した融貫社の創立委員として、金子馬之助、桜井光興らとともに加わる。
1882年（明治15年）5月、第2回県会議員半数改選にて当選する。7月、融貫社の外郭団体として設立された融貫社講学会の発起人に名を連ねる。
1883年（明治16年）11月23日、東京に在学する神奈川県人の寄宿舎として神田錦町に開設された静修館の館主となる。静修館に在館した学生には、大矢正夫、北村門太郎らがいる。
1884年（明治17年）3月13日、浅草井生村楼で開催された自由党大会に神奈川県総代として参加し、役員改選により幹事となる。8月、石坂昌孝らとともに武相困民党事件の仲裁人となる。当時の武相の自由党内には困民党を「貧民」「窮民」として同情するグループと「乱民」「暴民」として敵視するグループがあったが、石坂昌孝や佐藤貞幹は前者だった。10月29日、大阪北野太融寺で開かれた自由党の解党大会で解党大意を朗読し、残務委員を嘱託される。
1885年（明治18年）4月、国会の早期開設を求める「国会短縮議建白」を石坂昌孝らとともに元老院に提出する。9月、県会議員を辞職する。
1889年（明治22年）4月、県会議員の補欠選挙に当選する。
1890年（明治23年）4月、県会議員を辞職する。7月、第1回衆議院議員総選挙に神奈川第二区（橘樹郡・都筑郡・久良岐郡）から出馬するが、4位で落選する。当選者は山田泰造。
1891年（明治24年）9月、添田知義が提唱して結成された橘樹郡・久良岐郡・都筑郡の地価修正同盟に参加する。
1892年（明治25年）2月、第2回衆議院議員総選挙において神奈川第三区は「吏党対民党」「藩閥対立憲」の構図となり、警察による選挙への干渉が行われた。これに対し、津久井郡有志総代の梶野敬三、県会議員の岡部芳太郎らとともに、副島内務大臣に抗議の陳情をする。
1893年（明治26年）、県会議員選挙に落選。4月、川和瑞雲寺で開催された都筑郡倶楽部設立懇親会の発起人として、小島貞雄、奥津徳兵衛、桜井光興、小泉太一郎らとともに名を連ねる。